# Pedicularis gymnostachys
Pedicularis gymnostachys là loài thực vật có hoa thuộc họ Cỏ chổi. Loài này được (Trautv.) A.P. Khokhr. mô tả khoa học đầu tiên năm 1985.